# بيترس كريبز
بيترس كريبز (بالإنجليزية: Beatrice Krebs)‏ هي مغنية ومغنية أوبرا أمريكية، ولدت في 12 مارس 1924، وتوفيت في 5 فبراير 2011.

## وصلات خارجية
- بيترس كريبز على موقع ميوزك برينز (الإنجليزية)
- بيترس كريبز على موقع أول ميوزيك (الإنجليزية)
- بيترس كريبز على موقع ديسكوغز (الإنجليزية)